# Voetbalkampioenschap van Elbe-Elster 1929/30
In 1929/30 werd het tiende en laatste voetbalkampioenschap van Elbe-Elster gespeeld, dat georganiseerd werd door de Midden-Duitse voetbalbond. Na dit seizoen werd de competitie geïntegreerd in de Gauliga Mulde, maar bleef wel nog als aparte groep bestaan. Echter bekampten beide kampioenen elkaar voor een ticket in de eindronde.  
VfB 08 Herzberg werd kampioen en plaatste zich voor de Midden-Duitse eindronde. De club verloor meteen van Riesaer SV 03.

## Gauliga
| Plaats | Club                        | Wed. | W  | G | V  | Saldo | Ptn.  |
| ------ | --------------------------- | ---- | -- | - | -- | ----- | ----- |
| 1.     | VfB 1907 Herzberg           | 14   | 10 | 3 | 1  | 39:19 | 23:5  |
| 2.     | SV Vorwärts Falkenberg      | 14   | 9  | 1 | 4  | 37:26 | 19:9  |
| 3.     | SC Preußen 1909 Biehla      | 14   | 8  | 0 | 6  | 49:28 | 16:12 |
| 4.     | VfB Hohenleipisch 1912      | 14   | 7  | 1 | 6  | 37:37 | 15:13 |
| 5.     | SpVgg 08 Bockwitz           | 14   | 5  | 3 | 6  | 30:33 | 13:15 |
| 6.     | SC Sportfreunde 1910 Torgau | 14   | 4  | 2 | 8  | 26:47 | 10:18 |
| 7.     | FC Hartenfels 1909 Torgau   | 14   | 4  | 1 | 9  | 19:33 | 9:19  |
| 8.     | FC Fortuna Mückenberg       | 14   | 3  | 1 | 10 | 22:36 | 7:21  |

|  | Kampioen, geplaatst voor Midden-Duitse eindronde |
|  | Degradatie                                       |